# هارالد جون باكي
هارالد جون باكي هو سياسي نرويجي، ولد في 30 يونيو 1882 في هالدن في النرويج، وتوفي في 1963. نشط حزبياً في حزب المحافظين.

## مناصب
- انتخب عضو برلمان النرويج  [لغات أخرى]‏ عن دائرة Market towns of Østfold and Akershus counties [الإنجليزية]‏ وقد انضم خلال فترته النيابية ‏ (1934 – 1936) للكتلة البرلمانية حزب المحافظين.
- انتخب عضو برلمان النرويج  [لغات أخرى]‏ عن دائرة Market towns of Østfold and Akershus counties [الإنجليزية]‏ وقد انضم خلال فترته النيابية ‏ (1931 – 1933) للكتلة البرلمانية حزب المحافظين.
- انتخب عضو برلمان النرويج  [لغات أخرى]‏ عن دائرة Market towns of Østfold and Akershus counties [الإنجليزية]‏ وقد انضم خلال فترته النيابية ‏ (1928 – 1930) للكتلة البرلمانية حزب المحافظين.
- انتخب عضو برلمان النرويج  [لغات أخرى]‏ عن دائرة Market towns of Østfold and Akershus counties [الإنجليزية]‏ وقد انضم خلال فترته النيابية ‏ (1925 – 1927) للكتلة البرلمانية حزب المحافظين.